# دتون إس. بيترسون
دتون إس. بيترسون هو سياسي أمريكي، ولد في 10 ديسمبر 1894، وتوفي في 20 أكتوبر 1964 في مونتور فالس في الولايات المتحدة. نشط حزبياً في الحزب الجمهوري. وقد انتخب عضو جمعية ولاية نيويورك ‏ وانتخب عضو مجلس ولاية نيويورك ‏.